# Општина Мортени (Дамбовица)
Мортени (рум. Morteni) општина је у Румунији у округу Дамбовица.
Oпштина се налази на надморској висини од 190 m.